# 아키딜로부스목
아키딜로부스목은 테르모프로테우스강의 한 목이다.